# Dömitz
Dömitz est une commune du Landkreis de Ludwigslust-Parchim, dans le sud-ouest du Mecklembourg, en Allemagne.

## Géographie
Dömitz est située au bord de l'Elbe. Elle est la commune la plus méridionale du Land de Mecklembourg-Poméranie-Occidentale.

## Personnalités liées à la ville
- Johannes von Karpf (1867-1941), contre-amiral né à Dömitz.